# Concurso Internacional de Piano Arthur Rubinstein

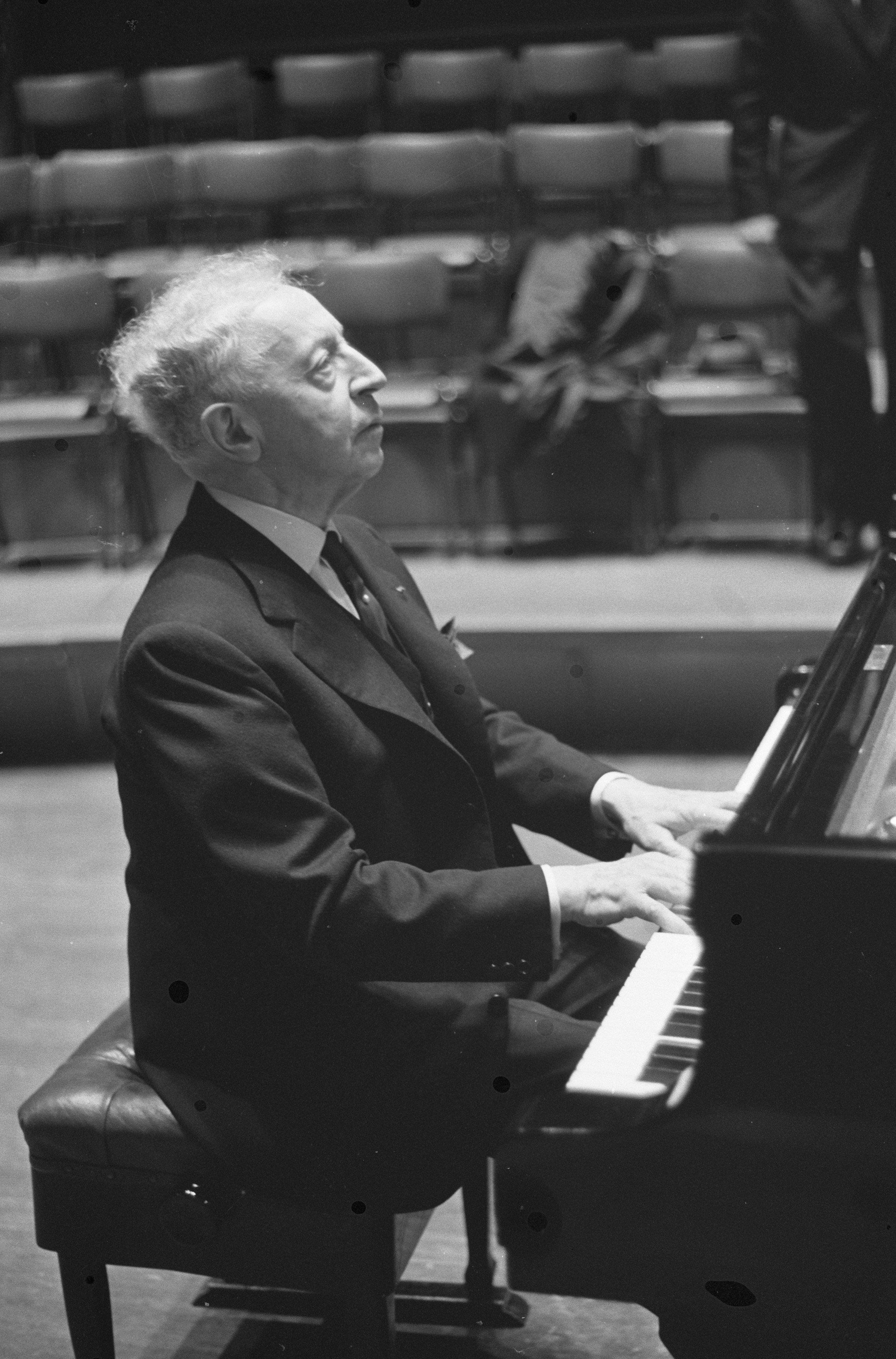

O Concurso Internacional de Piano Arthur Rubinstein é uma competição internacional de piano especializada na música defendida por Arthur Rubinstein. A competição é realizada a cada três anos em Tel Aviv, Israel, desde 1974.

## História
O Concurso Internacional de Piano Arthur Rubinstein foi estabelecido em 1973, por iniciativa de Jan Jacob Bistritzky, amigo próximo de Arthur Rubinstein, que teve a honra de dar o seu nome ao Concurso.
O Concurso começou pela primeira vez em 1974 e é realizado a cada três anos.
O Concurso é um dos membros da Federação Mundial dos Concursos Internacionais de Música desde 1975.

## Vencedores
| Ano  | 1º                          | 2º                            | 3º                            |
| ---- | --------------------------- | ----------------------------- | ----------------------------- |
| 1974 | Emanuel Ax                  | Eugene Indjic                 | Janina Fialkowska Seta Tanyel |
| 1977 | Gerhard Oppitz              | Diana Kacso                   | Etsuko Terada                 |
| 1980 | Gregory Allen               | Ian Hobson                    | Geoffrey Tozer                |
| 1983 | Jeffrey Kahane              | Hung-Kuan Chen                | Fei-Ping Hsu                  |
| 1986 | ()                          | Thomas Duis                   | Angela Cheng                  |
| 1989 | Ian Fountain Benjamin Frith | ()                            | Krzysztof Jabłoński           |
| 1992 | Giorgia Tomassi             | Simone Pedroni                | Ilya Itin                     |
| 1995 | Alexander Korsantia         | Sergey Tarasov                | Ohad Ben-Ari                  |
| 1998 | Igor Tchetuev               | Vitaly Samoshko               | Jong-Gyung Park               |
| 2001 | Kirill Gerstein             | Ferenc Vizi                   | Massimiliano Ferrati          |
| 2005 | Alexander Gavrylyuk         | Igor Levit                    | Yeol Eum Son                  |
| 2008 | ()                          | Roman Rabinovich Ching-Yun Hu | Khatia Buniatishvili          |
| 2011 | Daniil Trifonov             | Boris Giltburg                | Ilya Rashkovsky               |
| 2014 | Antonii Baryshevskyi        | Steven Lin                    | Seong-Jin Cho                 |
| 2017 | Szymon Nehring              | Daniel Ciobanu                | Sara Daneshpour               |
| 2021 | Juan Pérez Floristán        | Shiori Kuwahara               | Cunmo Yin                     |
| 2023 | Kevin Chen                  | Giorgi Gigashvili             | Yukine Kuroki                 |